# باول ماكلولين (رجل أعمال)
باول ماكلولين (بالإنجليزية: Paul McLaughlin)‏ هو شخصية أعمال بريطاني، ولد في 29 ديسمبر 1969 في غلاسكو في المملكة المتحدة.